# Juliette Gosselin
 (janvier 2023).
Si vous disposez d'ouvrages ou d'articles de référence ou si vous connaissez des sites web de qualité traitant du thème abordé ici, merci de compléter l'article en donnant les références utiles à sa vérifiabilité et en les liant à la section « Notes et références ».
Juliette Gosselin est une actrice québécoise, née le 15 juin 1991 à Beaconsfield, au Québec, (Canada)

## Biographie
Juliette Gosselin est née le 15 juin 1991 à Beaconsfield, au Québec, Canada. Elle a un frère et, à 12 ans seulement, elle s'est rapidement établie comme une des jeunes actrices prometteuses du Québec.
Le premier rôle majeur de Juliette Gosselin a été celui de France Carignan dans Nouvelle-France, au côté de Gérard Depardieu, David La Haye et Noémie Godin-Vigneau, pour lequel elle a été mise en nomination pour le Prix Génie de la meilleure performance par une actrice dans un rôle secondaire.
Elle a ensuite joué le rôle de Yeesha dans le jeu vidéo Myst IV: Révélation. Le jeu, produit par Ubisoft, ajoute des effets 3D en temps réel et le travail de Juliette Gosselin s'est déroulé entièrement devant un écran vert.
Elle est ensuite rapidement passée à son projet suivant, le rôle de Gabrielle dans le long métrage de Louise Archambault, Familia, qui a été honoré comme un des 10 meilleurs films canadiens de 2005 au Festival international du film de Toronto.
Dans son long métrage suivant, Juliette Gosselin a joué Monique Gagné à l'âge de 12 ans dans Histoire de famille, les épreuves et les tourments d'une famille du Québec pendant les années 1960 et 1970.
Dans le rôle de Sophie, Juliette Gosselin a donné a réplique à Céline Bonnier et Geneviève Bujold dans Délivrez-moi, un conte sombre réalisé par Denis Chouinard et produit par Réal Chabot, pour lequel elle a gagné le prix de la meilleure actrice au 26e Atlantic Film Festival.
Juliette Gosselin a également joué le rôle secondaire de Marie dans Martyrs, une coproduction Québec-France.
En 2014, elle a interprété Maude Cloutier dans le film Tu dors Nicole de Stéphane Lafleur. De 2015 à 2016, en compagnie de Sophia Belahmer, Juliette Gosselin coréalise et coscénarise la websérie Switch & Bitch,  en plus d'y interpréter le rôle de Fanny.  La série, une comédie dramatique centrée sur un petit groupe d'amies dans la vingtaine, est diffusée sur ICI Tou.tv et TV5.ca, .
Juliette Gosselin est une danseuse de hip-hop accomplie. En 2003, elle a gagné la première place au Championnat mondial de danse hip-hop à South Beach en Floride, avec son équipe de danse, Groove.
En 2020, elle est pour la première fois présidente d'un jury professionnel, au sein du Festival de films Cinemania qui célèbre alors sa 26e édition à Montréal (Québec). À cette occasion, elle remet notamment le prix du meilleur film « Visages de la francophonie TV5 » à Je m'appelle humain de Kim O'Bomsawin.
En 2024, Juliette Gosselin et Sophia Belahmer proposent une nouvelle websérie, intitulée Discrètes, qu'elles ont une fois encore coécrite et coréalisée.  Juliette Gosselin y incarne une femme de ménage férue de littérature qui devient le témoin involontaire d'une agression.   

## Filmographie

### Cinéma
- 2004 : Nouvelle-France de Jean Beaudin : France Carignan à 10 ans
- 2005 : Familia de Louise Archambault : Gabrielle
- 2006 : Histoire de famille de Michel Poulette : Monique Gagné à 12 ans
- 2006 : Délivrez-moi de Denis Chouinard : Sophie
- 2008 : Martyrs de Pascal Laugier : Marie
- 2011 : La Vérité de Marc Bisaillon : Lydia
- 2014 : Tu dors Nicole de Stéphane Lafleur : Maude
- 2015 : Switch and Bitch de Sophia Belahmer et Juliette Gosselin : Fanny
- 2016 : Darwin (en) (2149: The Aftermath) de Benjamin Duffield : Dara
- 2016 : Embrasse-moi comme tu m'aimes d'André Forcier : Berthe Sauvageau
- 2017 : Tadoussac de Martin Laroche : Laurie
- 2018 : 1991 de Ricardo Trogi : Marie-Ève Bernard
- 2019 : Fabuleuses de Mélanie Charbonneau : Clara Diamond
- 2019 : Les Fleurs oubliées d'André Forcier : Lili de la Rosbil

### Télévision
- 2014 : Féminin/Féminin de Chloé Robichaud : une amie de Noémie
- 2017-2020: L'Académie : Marie Gosselin
- 2018 : Demain des hommes : Noémie
- 2019 : Fragile : Kim
- 2021 : Virage : Fanny Lessard
- 2021- : L'Échappée : Joséphine Bourgoin
- 2023 : Portrait Robot II : Val 27
- 2023 : Désobéir : Le choix de Chantale Daigle : Marjolaine Daigle

## Ludographie
- 2004 : Myst IV: Revelation